# Jan de Beer
Jan de Beer, också Henneken de Beer, född cirka 1475 i Antwerpen, död där 1528, var en flamländsk målare och tecknare.
Jan de Beer var son till målaren Claes de Beer och far till glasformgivaren Arnould de Beer. Han studerade vid Lukasgillen i Antwerpen och blev mästare där 1504. Han hade egna elever.